# Jon Raskin

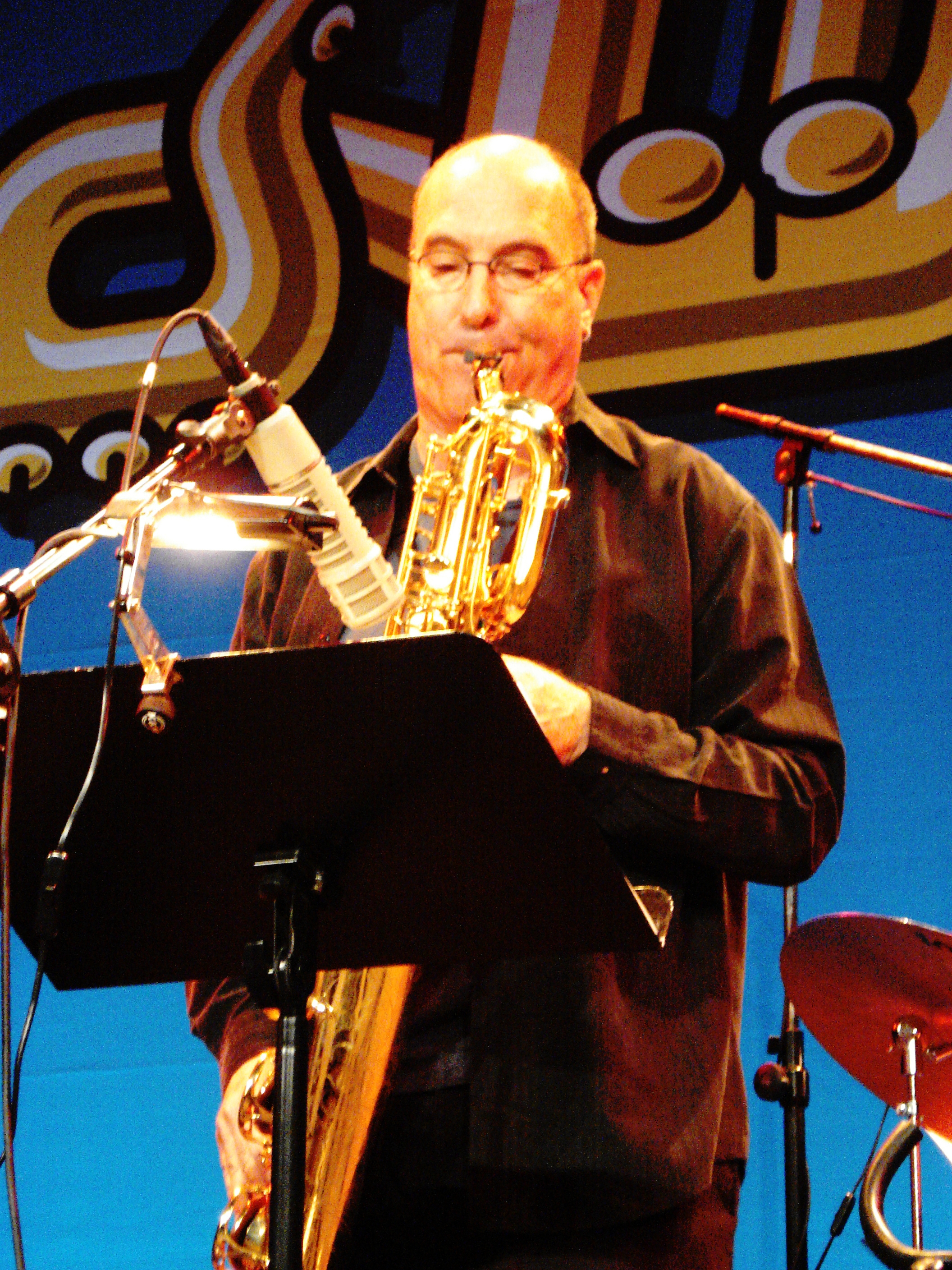
Jon Raskin beim Jazzfestival Saalfelden 2009

Jon Raskin (* 1954 in Heppner, Oregon) ist ein amerikanischer Saxophonist und Komponist, der vor allem als Mitglied des Rova Saxophone Quartet hervorgetreten ist.

## Leben und Wirken
Raskin nahm Saxophonunterricht bei Eddie Flenner, James Rotter und John Handy sowie Komposition bei Barney Childs (University of Redlands) und Allaudin Mathieu. Von 1974 bis 1977 war er musikalischer Leiter der Tumbleweed Dance Company und war dann einer der Gründer des Rova Saxophone Quartet. Neben der Arbeit bei Rova gründete er sein eigenes Quartett, in dem Liz Allbee (Trompete), John Shiurba (Bass) und Gino Robair (Drums) spielen. Daneben trat er im Duo mit Kanoko Nishi (Koto) und im Trio mit Matthew Goodheart und Vladimir Tarasov auf. Weiterhin betätigte er sich auch als Sideman von Anthony Braxton und arbeitete auch mit Pauline Oliveros und mit Phillip Greenlief zusammen. Auch war er an der 25th Anniversary Concert-Einspielung von Terry Rileys In C 1995 beteiligt. Als Filmkomponist arbeitete er für Elizabeth Shere (Just Another Weekend). Auch komponierte er für ungewöhnliche Besetzungen (Telegraphing the Temescal für Harfe, Saxophonquartett und Orchester).
Raskin wirkte außerdem bei Aufnahmen des Ganelin Trios, Andrea Centazzo, Butch Morris, Wadada Leo Smith (Yo Miles, 1998) und John Zorn (Voices in the Wilderness, 2003) mit.

## Diskographische Hinweise
- Jon Raskin Quartet (Rastascan, 2007)
- Between/Waves (mit Philip Gelb, Pauline Oliveros, Chris Brown, Dana Reason; Sparkling Beatnik Records, 1999)
- Anthony Braxton Eight (+3) Tristano Compositions 1989: For Warne Marsh
- Book P of Practioners (2021)
- ROVA Channeling Coltrane: Electric Ascension + Cleaning the Mirror (RogueArt, 2016)
- ROVA: The Circumference of Reason  (ESP-Disk, 2021)
- Jon Raskin Quartet: Singing Songs as One (2022)
- Phillip Greenlief & Jon Raskin: 2 + 2 with Shoko Hikage and Kanoko Nishi (2024)